# 6210 Hyunseop
6210 Hyunseop è un asteroide della fascia principale. Scoperto nel 1991, presenta un'orbita caratterizzata da un semiasse maggiore pari a 2,8634576 UA e da un'eccentricità di 0,0199485, inclinata di 3,01579° rispetto all'eclittica.